# René R. Khawam
René R. Khawam (Alepo, 1917 - París, 2004) es uno de los arabistas europeos más importantes de todos los tiempos. Traductor, entre otras obras, del Corán, El libro de las argucias y de las ediciones completas de Simbad el marino y Simbad el terrestre, Khawam es conocido sobre todo por la excelente edición que preparó de Las mil y una noches, obra a la que dedicó veinte años de minucioso y riguroso trabajo. En 1996 recibió el Gran Premio Nacional de las Letras por el conjunto de su obra.

## Nueva y sorprendente edición deLas mil y una noches
De Las mil y una noches, uno de los clásicos universales más leídos de todos los tiempos, no teníamos todavía una edición satisfactoria, que se remontara a los antiguos manuscritos originales del siglo XIII. Hasta ahora, las traducciones disponibles en Occidente contenían cuentos añadidos en los siglos XVIII y XIX, contagiados de un vago orientalismo que triunfaba en la literatura y las artes europeas.
Así pues, considerábamos que formaban parte de Las mil y una noches algunos cuentos que son pura invención del Romanticismo europeo y que jamás salieron de labios de Sherezade. Textos tan tradicionalmente asociados con Las mil y una noches como las aventuras de Aladino, de Alí Baba o de Simbad el Marino no pertenecen a este libro. En cambio, paradójicamente, otros relatos igualmente emocionantes que sí formaban parte de los manuscritos originales se habían perdido en las ediciones occidentales. Además, numerosos pasajes, considerados demasiado violentos o de contenido erótico demasiado explícito, habían sido eliminados por traductores o editores preocupados por no ofender a sus lectores. Muchas ediciones, además, recortaban, ampliaban y separaban relatos con el objetivo de dividir la obra en “mil y una noches”, cuando ésta es una expresión simbólica que en árabe significa “muchas” y que no debe tomarse al pie de la letra.
Es por ello que, desde 1965, el profesor Khawam inició un minucioso proceso, recurriendo a los manuscritos originales, para establecer una edición fiable, filológicamente rigurosa y literariamente bellísima de la que sin duda es una de las mayores obras de la literatura universal. Organizó la obra en cuatro libros, publicados por Phébus en 1986, que Edhasa ha publicado por primera vez en español, en un solo volumen en tapa dura, que incluye los cuatro prólogos que escribió Khawam y también una amplia selección de las más bellas ilustraciones clásicas.

## Obras
- Contes et légendes du Liban, Paris, Nathan, coll. « des contes et légendes de tous les pays », 1952 (notice BnF no FRBNF32306999) ; réédition, Paris, Nathan, coll. « des contes et légendes de tous les pays », 1963 (notice BnF no FRBNF33062422) ; réédition sous le titre Contes du Liban, Paris, Éditions Asfar, coll. « Littérature », 1989 (ISBN 2-906983-05-5)
- La Poésie arabe des origines à nos jours, Paris, Éditions Seghers, coll. « Unesco d'oeuvres représentatives. Série arabe », 1960 (notice BnF no FRBNF33138819) ; réédition, Verviers, Gérard & Co, coll. « Marabout Université » no 121, 1967 (notice BnF no FRBNF33138820) ; réédition, Paris, Seghers, coll. « P.S. », 1975 (notice BnF no FRBNF34554347) ; réédition, Paris, Phébus, coll. « Domaine arabe », 1995 (ISBN 2-85940-296-9) ; réédition, Paris, Phébus, coll. « Libretto » no 44, 2000 (ISBN 2-85940-533-X)
- Propos d'amour des mystiques musulmans, Paris, Éditions de l'Orante, coll. « Lumière et nations » no 7, 1960 (notice BnF no FRBNF33144602)
- Nouvelles arabes choisies, Paris, Seghers, coll. « Mélior », 1964 (notice BnF no FRBNF33119061)
- Les Mille et Une Nuits, traduction et préfaces de René R. Khawam, Paris, Albin Michel, (4 vol.), 1965-1967 ; nouvelle édition entièrement refondue, Paris, Phébus, coll. « Domaine arabe » (4 vol.), 1986-1987 ; réédition, Paris, Presses Pocket, 4 volumes sous étui, no 3203-3206, 1989 (notice BnF no FRBNF44234013) ; réédition, Paris, Phébus, coll. « Libretto », 4 volumes no 67-68-70-71, 2001 8
- Les Délices des cœurs de Ahmad al-Tifachi, traduction par René R. Khawam, Paris, J. Martineau, 1971 (notice BnF no FRBNF35437442) ; réédition, Paris, Phébus, coll. « Domaine oriental », 1981 (ISBN 2-85940-036-2) ; réédition, Paris, Phébus, coll. « Domaine arabe », 1987 (ISBN 2-85940-036-2) ; réédition, Paris, Pocket no 2522, 1993 (ISBN 2-266-05462-7) ; réédition, Paris, Phébus, coll. « Libretto » no 16, 1998 (ISBN 2-85940-554-2)
- Nuits de noces ou Comment humer le doux breuvage de la magie licite, suivi d'un commentaire érotique intitulé Les Branches robustes de la forêt dans les cas extraordinaires de conjonction de Abd al-Rahmane ibn Abi-Bakr al-Souyoûtî, traduction intégrale sur les manuscrits arabes par René R. Khawam , Paris, Albin Michel, coll. « Eroscope » no 641, 1972 (notice BnF no FRBNF35423205) ; réédition, Paris, A. Michel, 1986 (ISBN 2-226-02774-2)
- Les Fleurs éclatantes dans les baisers et l'accolement de Ali al-Baghdâdî, traduction intégrale sur les manuscrits arabes par René R. Khawam, Paris, Albin Michel, 1973 (notice BnF no FRBNF35134586) ; réédition, Paris, Phébus, coll. « Domaine arabe », 1989 (ISBN 2-85940-117-2)
- Le Livre des ruses : la stratégie politique des Arabes, traduit par René R. Khawam, Paris, Phébus, coll. « Domaine arabe », 1976 (ISBN 2-85940-000-1) ; réédition, Paris, Phébus, coll. « Domaine arabe », 1995 (ISBN 2-85940-000-1) ; réédition, Paris, Phébus, coll. « Libretto. Littérature étrangère » no 91, 2010 (ISBN 978-2-7529-0508-6)
- La Prairie parfumée où s'ébattent les plaisirs de Umar Ibn Muhammad Nafzawi, traduction intégrale sur les manuscrits originaux par René R. Khawam, Paris, Phébus, coll. « Domaine arabe », 1976 (ISBN 2-85940-005-2) ; réédition, Paris, Pocket no 2523, 1993 (ISBN 2-266-05461-9) ; réédition, Paris, Phébus, coll. « Libretto » no 148, 2003 (ISBN 2-85940-938-6)

Histoires étrangères et merveilleuses de Ahmad al-Qalyoûbî, traduction par René R. Khawam, Paris, Phébus, coll. « Domaine arabe », 1977 (ISBN 2-85940-011-7)
- Lettre aux Français  : notes brèves destinées à ceux qui comprennent, pour attirer l'attention sur des problèmes essentiels de Abd el-Kader, traduction sur les manuscrits originaux par René R. Khawam, Paris, Phébus, coll. « Domaine arabe », 1977 (ISBN 2-85940-007-9) ; réédition, Paris, Phébus, coll. « Domaine arabe », 1984 (ISBN 2-85940-007-9) ; réédition, Paris, Phébus, coll. « Libretto » no 252, 2007 (ISBN 978-2-7529-0302-0)
- Mahomet mystique et les quatre premiers khalifes de Mouhammad Abd al-Ra'oûf al-Mounâwî, traduction par René R. Khawam, Paris, Orante, 1978 (ISBN 2-7031-1046-4)
- Le Voile arraché : l'autre visage de l'Islam de 'Abd al-Rahmâne al-Djawbarî, traduction sur les manuscrits originaux par René R. Khawam, Paris, Phébus, coll. « Domaine arabe », volume 1, 1979 (ISBN 2-85940-025-7) ; volume 2, 1980 (ISBN 2-85940-029-X)
- Le Fantastique et le Quotidien de Ahmad al-Qalyoûbî, traduction intégrale faite sur les manuscrits par René R. Khawam, Paris, G.-P. Maisonneuve et Larose, coll. « Les Jardins secrets de la littérature arabe » no 1, 1981 (ISBN 2-7068-0805-5)
- Les Aventures de Sindbad le Marin, traduction intégrale faite sur les manuscrits par René R. Khawam, Paris, Phébus, coll. « Domaine arabe », 1985 (ISBN 2-85940-056-7) ; réédition, Paris, Phébus, coll. « Domaine arabe », 1990 (ISBN 2-85940-056-7) ; réédtition avec illustration de Jean-Michel Payet, Paris, Casterman, coll. « Épopée » no 20, 1993 (ISBN 2-203-16318-6) ; réédition, Paris, Phébus, coll. « Libretto » no 87, 2001 (ISBN 2-85940-767-7)
- Les Aventures de Sindbad le Terrien, traduction intégrale faite sur les manuscrits par René R. Khawam, Paris, Phébus, coll. « Domaine arabe », 1986 (ISBN 2-85940-068-0) ; réédition, Paris, Phébus, coll. « Libretto » no 114, 2002 (ISBN 2-85940-839-8)
- Le Pouvoir et les intellectuels ou les Aventures de Kalila et Dimna de Abdallah Ibn Al-Mouqaffa, traduction intégrale faite sur les manuscrits par René R. Khawam, Paris, G.-P. Maisonneuve et Larose, coll. « Les Jardins secrets de la littérature arabe » no 3, 1986 (ISBN 2-7068-0914-0)

Le Roman d'Aladin, traduction intégrale faite sur les manuscrits par René R. Khawam, Paris, Phébus, coll. « Domaine arabe », 1988 (ISBN 2-85940-097-4) ; réédition, Paris, Phébus, coll. « Libretto » no 117, 2002 (ISBN 2-85940-847-9)
- La Prairie des gazelles  : éloge des beaux adolescents de Mouhammad al- Nawâdjî, traduction intégrale faite sur les manuscrits par René R. Khawam, Paris, Phébus, coll. « Domaine arabe », 1989 (ISBN 2-85940-118-0)
- Le Quoran (sic), traduit sur la vulgate arabe par René R. Khawam, Paris, Maisonneuve et Larose, 1990 (ISBN 2-7068-1008-4)
- Le Flambeau ou les Sentences de Mouhammad le Prophète, recueillies par Mouhammad al-Qoudâ'î, traduction intégrale sur les manuscrits originaux par René R. Khawam, , Paris, G.-P. Maisonneuve et Larose, 1991 (ISBN 2-7068-1019-X)
- La Jambe sur la jambe de Faris Chidyaq, traduit par René R. Khawam, Paris, Phébus, coll. « Domaine étranger », 1991 (ISBN 2-85940-205-5)
- Le Livre des malins : séances d'un vagabond de génie de Al-Qâsim al-Harîrî, traduction intégrale faite sur les manuscrits par René R. Khawam, Paris, Phébus, coll. « Domaine arabe », 1992 (ISBN 2-85940-253-5) ; réédition, Paris, Pocket no 2866, 1996 (ISBN 2-266-06090-2) ; réédition, Paris, Libretto, coll. « Littérature étrangère » no 645, 2019 (ISBN 978-2-36914-515-8)
- Les Ruses des femmes de Abd al-Rahîm al-Hawrânî, traduction intégrale faite sur les manuscrits par René R. Khawam, Paris, Phébus, coll. « Domaine arabe », 1994 (ISBN 2-85940-309-4)
- Désirs de femmes de Abd al-Rahîm al-Hawrânî, traduction intégrale faite sur les manuscrits par René R. Khawam, Paris, Phébus, coll. « Domaine arabe », 1996 (ISBN 2-85940-432-5)
- Dialogues œcuméniques de guérison, suivi de Traité sur la Sainte Trinité de Gérassime d'Antioche, traduction intégrale faite sur les manuscrits par René R. Khawam, Paris, l'Esprit des péninsules, 1996 (ISBN 2-910435-08-3)
- Le Mariage de l'Émir Conjonctif de Mouhammad Ibn-Dâniyâl, traduction intégrale faite sur les manuscrits par René R. Khawam, Paris, l'Esprit des péninsules, coll. « Théâtre d'ombre » no 1, 1997 (ISBN 2-910435-13-X)
- Les Comédiens de la rue de Mouhammad Ibn-Dâniyâl, traduction intégrale faite sur les manuscrits par René R. Khawam, Paris, l'Esprit des péninsules, coll. « Théâtre d'ombre » no 2, 1997 (ISBN 2-910435-17-2)
- L'Amoureux et l'Orphelin de Mouhammad Ibn-Dâniyâl, traduction intégrale faite sur les manuscrits par René R. Khawam, Paris, l'Esprit des péninsules, coll. « Théâtre d'ombre » no 3, 1997 (ISBN 2-910435-23-7)
- Le Livre des vagabonds : séances d'un beau parleur impénitent de Badî al-Zahmane al-Hamadhânî, traduction intégrale faite sur les manuscrits par René R. Khawam, Paris, Phébus, coll. « Domaine arabe », 1997 (ISBN 2-85940-455-4) ; réédition, Paris, Phébus, coll. « Libretto » no 297, 2009 (ISBN 978-2-7529-0416-4)
- 24 heures de la vie d'une canaille de Abou-Moutahhar Al-Azdî, traduction intégrale faite sur les manuscrits par René R. Khawam, Paris, Phébus, coll. « Domaine arabe », 1998 (ISBN 2-85940-507-0) ; réédition, Paris, Phébus, coll. « Libretto » no 277, 2008 (ISBN 978-2-75-290355-6)
- Parlons d'amour de Ala'al-Dîne, suivi de Appendice sur les médicaments destinés à corriger les défauts des hommes et des femmes en ce domaine de Muhammad al-Wardânî, traduction intégrale faite sur les manuscrits par René R. Khawam, Paris, l'Esprit des péninsules, 1998 (ISBN 2-910435-31-8)
- Les Poètes amoureux de Mouhammad al-Ibchîhî, traduction intégrale faite sur les manuscrits par René R. Khawam, Paris, l'Esprit des péninsules, coll. « Classiques arabes », 1999 (ISBN 2-910435-50-4)
- Les Femmes et les Rois de Abd al-Rahîm al-Hawrânî, traduction intégrale faite sur les manuscrits par René R. Khawam, Paris, l'Esprit des péninsules, coll. « Classiques arabes », 2000 (ISBN 2-910435-69-5)

- Datos: Q2749634